# Saarland (Schiff, 1907)
Die Saarland war ein Fahrgastschiff in Berlin.

## Geschichte
Das Schiff wurde unter der Baunummer 580 bei den Stettiner Oderwerken gebaut und kam unter dem Namen Leopold v. Ranke bei der Spree- und Havel-Dampfschiffahrtsgesellschaft Stern in Fahrt, die auch das Schiff mit der Baunummer 579 geordert hatte. Dieses Schiff, die Werner v. Siemens, war zunächst wohl baugleich mit der Leopold v. Ranke. 
Die Leopold v. Ranke war für die Beförderung von 430 Personen zugelassen. Mit ihren zwei Zweifachexpansionsmaschinen konnte sie eine Geschwindigkeit von 19,5 km/h erreichen. 
1934/35 wurde sie auf der Teltow-Werft um etwa acht Meter verlängert. Anschließend wurde das Schiff auf den Namen Saarland umgetauft. Es hatte nun eine Zulassung für den Transport von 653 Personen und war damit der größte Berliner Dampfer. Durch den modernen Decksalon und die Vergrößerung der Kajütfenster hatte sich das Schiff auch optisch stark verändert.
Während des Zweiten Weltkrieges wurde die Saarland in Potsdam auf der Höhe des Maschinenraums von einer Bombe getroffen, brach auseinander und sank. Die beiden Wrackteile wurden gehoben und erst zur früheren Nuthe-Werft, dann zur Teltow-Werft gebracht. Man schweißte in der Zeit nach der Berlin-Blockade die beiden Teile provisorisch zusammen, ohne dass das fehlende Mittelstück von etwa acht Metern Länge ersetzt worden wäre. Das Ergebnis war, dass die Decklinie des Schiffes nicht mehr durchlief. Das auf diese Weise wieder kürzer gewordene Schiff wurde zunächst unterhalb der Siemensbrücke im Teltowkanal am Eichgarten festgemacht. Dorthin verbrachte man auch das Wrack der Oberbürgermeister Zelle. Die Stern und Kreisschiffahrt wandte sich zunächst eher der Reparatur kleinerer Schiffe zu. Wieder hergerichtet wurde aber unter anderem auch der Dampfer Sperber, der ab 1951 zwischen Wannsee und Moorlake im Einsatz war.
Während die Saarland nach längerer Liegezeit im Steglitzer Hafen schließlich verschrottet wurde, wurde das Dampfschiff Oberbürgermeister Zelle, das wie die Saarland lange ungenutzt im Teltowkanal und im Steglitzer Hafen gelegen hatte, 1960 zum Motorschiff Lichterfelde umgebaut.